# Air Exel
Air Exel war eine Regionalfluggesellschaft mit Sitz in Maastricht, Niederlande. Hauptbasis der Fluggesellschaft war der Flughafen Eindhoven sowie der Flughafen Maastricht Aachen. Air Exel unterhielt u. a. Verbindungen von Eindhoven nach Hamburg, London-Heathrow und Paris. Die Flotte bestand aus Flugzeugen der Typen Embraer EMB 120, Embraer ERJ 145, Aerospatiale/Alenia ATR 42 und ATR 72. Der Flugbetrieb wurde am 31. Januar 2005 eingestellt.
Die Gesellschaft gehörte zur Exel Group, einer weltweit operierenden Gruppe von Fluggesellschaften. Dazu gehören unter anderem Alsace Exel, Dutch Caribbean Exel, Holland Exel, Belgium Exel, Aruba Exel, Bonair Exel und Curaçao Exel. Es fand ein regelmäßiger Austausch der Flotten innerhalb der Exel-Group-Gesellschaften statt, weshalb es schwer möglich war, über die genaue Flottengröße der einzelnen Fluggesellschaften Auskunft zu geben. Diese Fluggesellschaften stellten ebenfalls zum 31. Januar 2005 den Flugbetrieb ein.
Zwischen 1998 und 2004 flog Air Exel im Rahmen eines Franchise-Vertrages unter dem Namen KLM Exel. KLM war zwar an der Regionalfluggesellschaft beteiligt, Air Exel war jedoch nie eine 100%ige Tochter des Flug Carriers. Auch wenn Air Exel ihre eigene Identität zurückerhielt, blieb die Kooperation mit KLM bestehen. So konnte man zum Beispiel auch weiterhin auf den Air-Exel-Strecken Meilen für das KLM-Vielfliegerprogramm „Flying Dutchman“ sammeln.
Die genauen Hintergründe der Exel-Pleite blieben unbekannt, fest steht nur, dass sich die Exel Group schon seit längerem in finanziellen Schwierigkeiten befand. Der Geschäftsführer Erik de Vlieger wurde im Januar 2005 wegen Erpressungsverdachts in Zusammenhang mit dem Erwerb eines Amsterdamer Cafés in Untersuchungshaft genommen. Er wird auch in Verbindung mit den Pleiten von zwei weiteren niederländischen Fluggesellschaften, DutchBird und V Bird, gebracht.

## Einzelnachweis
1. ↑  Dimension des Diamonda